# Гіперфокальна відстань
Гіперфокальна відстань — термін в фотографії, відстань, яка для вибраного діафрагмового числа відповідає передній межі різко зображуваного простору при фокусуванні об'єктива на нескінченність.
«Гіперфокальну відстань» називають початком нескінченності для вибраного значення діафрагмового числа. Для кожного значення діафрагмового числа ці відстані відрізняються.
Для першого визначення:
{\displaystyle H={\frac {f^{2}}{Nc}}+f}, де
{\displaystyle H} — гіперфокальна відстань
{\displaystyle f} — фокусна відстань
{\displaystyle N} — діафрагмове число ({\displaystyle f/D} для апертури {\displaystyle D})
{\displaystyle c} — кружок розсіювання
В спрощеному вигляді для обчислення гіперфокальної відстані також може застосовуватись формула:
{\displaystyle H\approx {\frac {f^{2}}{Nc}}}
Наприклад, для об'єктива з фокусною відстанню 100 мм, при діафрагмовому числі 4, кружком розсіювання 0.03 мм та фокусуванні на безкінечність гіперфокальна відстань буде становити (метрів):
{\displaystyle H={\frac {0,1^{2}}{4*3*10^{-5}}}+0,1\approx 83}